# Сукагава

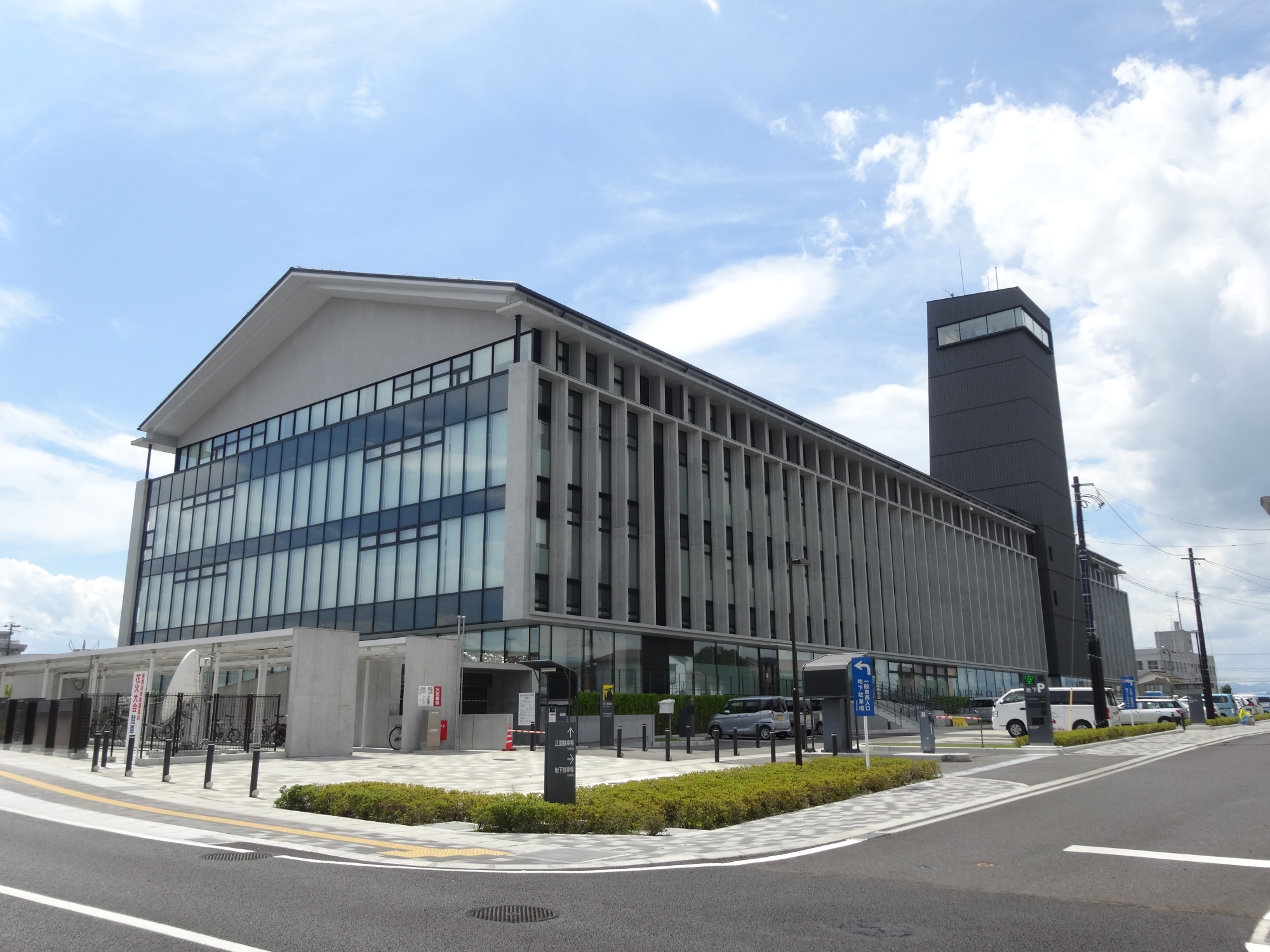
Мэрия города Сукагава

Сукага́ва (яп. 須賀川市 Сукагава-си) — город в Японии, находящийся в префектуре Фукусима. Площадь города составляет 279,55 км², население — 76 946 человек (1 августа 2014), плотность населения — 275,25 чел./км².

## Географическое положение
Город расположен на острове Хонсю в префектуре Фукусима региона Тохоку. С ним граничат город Корияма, посёлок Кагамииси и сёла Тэнъэй, Тамакава, Хирата.

## Население
Население города составляет 76 946 человек (1 августа 2014), а плотность — 275,25 чел./км². Изменение численности населения с 1980 по 2005 годы:
| 1980 | 69 553 чел. |  |
| 1985 | 71 202 чел. |  |
| 1990 | 73 107 чел. |  |
| 1995 | 77 020 чел. |  |
| 2000 | 79 409 чел. |  |
| 2005 | 80 364 чел. |  |

## Символика
Деревом города считается сосна густоцветная, цветком — пион древовидный, птицей — обыкновенный зимородок.